# Tajginka
Tajginka (ros. Тайгинка) – osiedle w Rosji, w obwodzie czelabińskim, w okręgu miejskim Kysztymu. W 2010 liczyło 1452 mieszkańców.